# Базар (часопис)
Базар је специјализовани женски часопис издавачке куће Политика, посвећен савременој жени и породици.

## Почетак
Први број магазина Базар појавио се на киосцима 15. децембра 1964. године.
Одмах након појављивања на киосцима било је јасно да ће то бити велики успех. Таква врста специјализованог домаћег часописа за жене је недостајала у Југославији. Часопис као што је Базар је нудио све оно о чему лепши пол машта: љубав, моду, путовања у далеке земље, егзотичну кухињу, узбудљиве приче, савете како да буду лепе, неговане и срећне. Првих година излажења Базара модни уредник је био југословенски креатор Александар Јоксимовић, а 1973. године модни уредник Базара је био београдски модни креатор Чедомир Чедомир. 
У Базару није било политичких и идеолошких питања него је окренут свакодневици својих читатељки. Садржао је визуелно шаренило и био окренут читатељкама и њиховим свесним и несвесним жељама, надама и сновима.

## Некад и сад
Базар који је излазио пре 30 година и који излази данас се разликује по квалитету папира, који се побољшао, исто се односи и на квалитет фотографија које су некада биле црно беле, данас су оне у боји. Побољшао се и квалитет графике, јер је и технологија напредовала. Тадашњи Базар коштао је 3 динара, а данашњи Базар кошта 119 динара.

## OБазару
Базар je писан ћирилицом, излази као двонедељник, 26 бројева годишње. Просечан тираж му је 33.000, број страница је од 100 до 116. Часопис Базар може се купити на територији Србија, Црна Гора, Босна и Херцеговина, Македонија, Хрватска, Словенија, Грчка, Западна Европа и САД.

## Рубрике
Данашње рубрике у Базару су: Са насловнице, Свет, Теме, Мода, Лепота, Здравље, Плус, Култура, Мушки свет.

## Уредници, новинари и сарадници
- Ивана Филиповић, главна и одговорна уредница
- Наташа Атанацковић, заменик главног и одговорног уредника
- Ненад Валентик, Арт директор
- Милош Лужанин, уредник фотографије

Редакција:
- Владанка зечевић, (уредник лепоте)
- Славица Пејковић
- Гордана Машић (уредник за културу)
- Никола Тодорић
- Драгана Пралица (ликовно-графички уредник)
- Славко Тркуља
- Перка Милошевић
- Мирјана Нешковић, (лектор)

Сарадници:
- Влада Савић (мода)
- Јелена Одабашић
- Соња Ковачев
- Ана Васиљецић
- Соња Влајнић

## Занимљивости
У стотом броју Базара, у новембру 1968. године почеле се да излазе Белешке једне Ане од Моме Капора. Капор је текстове уређивао са илустрацијама тако да су се одмах визуелно издвојиле од остатка часописа. Серијал је више година излазио у Базару и стекао популарност на југословенском простору.